# Ján Markoš
Ján Markoš (* 2. Juli 1985, Banská Bystrica) ist ein slowakischer Schachmeister.

## Leben
Markoš hat das Schachspiel mit sechs Jahren von seiner Schwester gelernt. Im Jahr 2001 ist er Internationaler Meister geworden und war slowakischer Landesmeister. Seit 2007 ist er Großmeister. Die erforderlichen Normen erreichte er bei der Mannschaftseuropameisterschaft 2001 in León, in den Spielzeiten 2005/06 und 2006/07 der tschechischen Extraliga und bei der slowakischen Einzelmeisterschaft 2006 in Banská Štiavnica.
2008 veröffentlichte er das Buch Beat the KID beim Verlag Quality Chess (ISBN 978-1-906552-15-2), in dem er Varianten gegen die Königsindische Verteidigung behandelt. Jan Markoš schreibt auch Schachartikel. Analysen von Markoš sind auf der Internetseite ChessFriends.com zu finden. Dort hat er auch eine Trainingsschachspalte.

## Nationalmannschaft
Markoš nahm mit der slowakischen Mannschaft 2000, 2002, 2006, 2008 2010, 2012 und 2014 an der Schacholympiade teil und erzielte dabei insgesamt 27,5 Punkte aus 50 Partien. 2001 und 2017 nahm er an der Mannschaftseuropameisterschaft teil.

## Vereine
In der slowakischen Extraliga spielte Markoš von 1998 bis 2015 für den ŠK Slovan Bratislava (zunächst für die Juniorenmannschaft, seit 2001 in der ersten Mannschaft), mit dem er 2002, 2009 und 2013 slowakischer Mannschaftsmeister wurde und 2001 am European Club Cup teilnahm. Seit der Saison 2015/16 spielt er für REINTER Humenné.
Markoš spielte in der deutschen Schachbundesliga von 2006 bis 2008 für den TSV Bindlach-Aktionär und von 2008 bis 2011 für die Schachfreunde Berlin. In der österreichischen 1. Bundesliga spielte er von 2007 bis 2009 für ASVÖ Pamhagen und von 2009 bis 2011 für ASVÖ SK Lackenbach. In der ungarischen Mannschaftsmeisterschaft spielte er in der Saison 2008/09 für Községi Sportegyesület Decs, seit 2009 spielt er für Szombathelyi MÁV Haladás VSE. 
In der tschechischen Extraliga spielte er in der Saison 2000/01 für den ŠK Sokol Kolín, von 2001 bis 2007 für den ŠK Trinom Zlín und von 2007 bis 2019 für den 1. Novoborský ŠK, mit dem er 2008, 2010, 2011, 2012, 2013, 2014, 2015, 2016 und 2017 Mannschaftsmeister wurde und in den Jahren 2008 bis 2012 am European Club Cup teilnahm, wobei er 2011 mit der Mannschaft den dritten Platz erreichte. Seit 2019 spielt er für Slavia Kroměříž. In der spanischen Mannschaftsmeisterschaft spielte er 2010 für UE Montcada.

## Privates
Markoš studiert in Prag Philosophie und Evangelische Theologie.